# Fábri Károly Lajos
Fábri Károly Lajos, 1900-ig Frenkl (Budapest, Erzsébetváros, 1899. november 18. – Delhi, 1968. július 7.) orientalista, régész, művészettörténész, bátyja Fábri Rezső festőművész, grafikus, egyetemi tanár.

## Élete
Fábri (Frenkl) Henrik Lipót (1865–1933) kávékereskedő, szállodatulajdonos és Fischer Ilona (1872–1959) gyermekeként született középosztálybeli zsidó családban. Az első világháború ideje alatt behívták a hadseregbe. A háború alatt családja elvesztette vagyonát. Tanulmányait a pécsi Erzsébet Tudományegyetemen végezte, ahol filozófia–pszichológia–német szakon szerzett diplomát, majd 1927-ben filozófiából, pszichológiából és filológiából doktorált. Részt vett Hopp Ferenc gazdag keleti gyűjteményének rendezésében, s ekkoriban kezdett a keleti művészet és irodalom iránt érdeklődni. 1927 és 1932 között a leideni Institut Kern tanársegédje és az Annual Bibliography of Indian Archaeology munkatársa volt. Ez idő alatt többször járt Párizsban is, ahol az Institut Civilisation Indienne-ban folytatott tanulmányokat Sylvain Lévi vezetésével. 1932-ben Stein Aurél meghívta, hogy vegyen részt a perzsiai expedíciójában, illetve felkérték, hogy rendezze a British Museumban az expedíción gyűjtött anyagokat. 1932 és 1937 között tagja volt Stein Aurél perzsiai expedíciójának. A perzsiai ásatások után Rabindranáth Tagore meghívására a Santiniketani Egyetemen tanított művészettörténetet. Később Kalkuttába, majd a lahori Pandzsábi Egyetemre került. 1936–1937-ben átszervezte a Lahori Központi Múzeumot. A második világháború félbeszakította kutatómunkáját és mint brit állampolgár vonult be. A háború után visszatért Lahorba, ahol a múzeum vezetője lett. 1947-ben megházasodott, az indiai származású Ratna Mathurt vette nőül. Ezt követően Delhiben telepedett le. A Delhi Nemzeti Múzeum előadója lett, s emellett kritikákat írt a főváros kulturális életének eseményeiről a The Statesman számára. 1950 és 1959 között a Delhi Politechnic művészettörténeti előadója volt. Élete hátralévő részében sokat utazott, s utazásai során anyagokat gyűjtött tanulmányaihoz és írásaihoz. Számos könyve és tanulmánya jelent meg angol és francia nyelven. Az 1960-as években Magyarországon is járt és előadást tartott többek között a budapesti Fészek Művészklubban, a Hopp Ferenc Múzeumban és az Írók Klubjában.

## Művei (válogatás)
- Az értelemvizsgálat módszerei (Pécs, 1927)
- WiIliam James. Egy filozófus arcképe (Pécs, 1928)
- Indian flamingo: a novel of modern India (London 1947)